# Aeroportul Belmont
Aeroportul Belmont (IATA: BEO, ICAO: YPEC) este un aeroport din Noul Wales de Sud, Australia ce deservește zona City of Lake Macquarie⁠(d).
Situat la o altitudine de 2 m, aeroportul dispune de o singură pistă.